# یواس‌ان‌اس پوینت بارو (تی‌ای‌کی‌دی-۱)
یواس‌ان‌اس پوینت بارو (تی‌ای‌کی‌دی-۱) (به انگلیسی: USNS Point Barrow (T-AKD-1)) یک کشتی بود که طول آن 456 ft 6 in بود. این کشتی در سال ۱۹۵۷ ساخته شد.